# Янзакаси
Янзака́си (рос. Янзакасы, чув. Янсакасси) — присілок у складі Цівільського району Чувашії, Росія. Входить до складу Друговурманкасинського сільського поселення.
Населення — 73 особи (2010; 74 у 2002).
Національний склад:
- чуваші — 100 %